# Valea Viilor
Valea Viilor (niem. Wurmloch, węg. Nagybaromlak) – miejscowość w Rumunii położona w południowej części Siedmiogrodu w okręgu Sybin (ok. 15 km na południowy zachód od Mediaș). W przeszłości zamieszkana głównie przez Sasów siedmiogrodzkich. Znana ze znajdującego się w niej jednego z charakterystycznych dla tego regionu kościołów warownych. Wraz z sześcioma innymi wsiami siedmiogrodzkimi znajduje się od 1999 r. na liście światowego dziedzictwa UNESCO.

## Historia
Wieś pierwszy raz była wzmiankowana w XIII w. Zamieszkana przez stulecia przez Sasów siedmiogrodzkich, została przez nich opuszczona w 2. połowie XX w. (dzisiaj pozostało zaledwie kilka osób). Ich miejsce zajęła w większości ludność rumuńska i cygańska.

## Kościół warowny
Kościół warowny, typowy dla saskich wsi siedmiogrodzkich, znajduje się w centrum wsi. Pierwotna budowla powstała zapewne w XIV w., obecną wzniesiono na przełomie XV i XVI stulecia. Sama bryła kościoła ma charakter zdecydowanie obronny. Jest to potężna budowla, w której wyróżnia się szczególnie wysoko nadbudowane ponad poziom nawy prezbiterium, pełniące funkcję baszty, podobnie jak i skromniejsza wieża wznosząca się ponad wejściem. Wieża i prezbiterium połączone są obszernym strychem obronnym ponad nawą z otworami strzelniczymi. Obronności kościoła służą też hurdycje oraz zewnętrzne klatki schodowe umożliwiające szybkie dostanie się na górne poziomy. Oprócz tego kościół otoczony jest pierścieniem murów obronnych z 4 basztami. To wszystko czyni z zespołu kościelnego potężne założenie zamkowe, zgodnie z inskrypcją znajdującą się wewnątrz kościoła, pochodzącą z pieści Lutra: Ein fester Burg ist unser Gott ("Solidną twierdzą jest nasz Bóg").
Kościół, choć potężny, jest jednonawowy. Uwagę zwraca sklepienie sieciowe. Wewnątrz znajduje się gotycki tympanon z płaskorzeźbą przedstawiającą Chrystusa.

## Literatura
- Łukasz Galusek, Aleksandru Dumitru, Tomasz Poller: Transylwania. Twierdza rumuńskich Karpat. Kraków: Wydawnictwo Bezdroża, 2003, s. 166–167. ISBN 83-918869-0-5.
- Witold Korsak, Jacek Tokarski: Rumunia. Bielsko-Biała: Pascal, 2004, s. 374. ISBN 83-7304-380-2.
- Łukasz Galusek, Michał Jurecki: Rumunia. Przestrzeń – sztuka – kultura. Olszanica: Wydawnictwo BoSz, 2008, s. 44–45. ISBN 978-83-7576-038-5.